# خدمات فوریت‌های پزشکی در کانادا

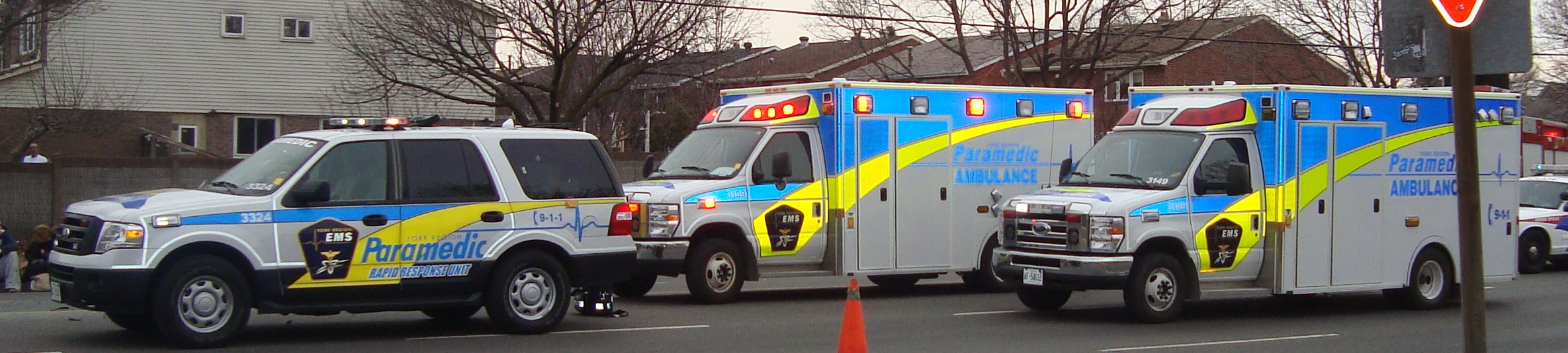
خدمات فوریت‌های پزشکی در صحنه یک حادثه در منطقه یورک در انتاریو

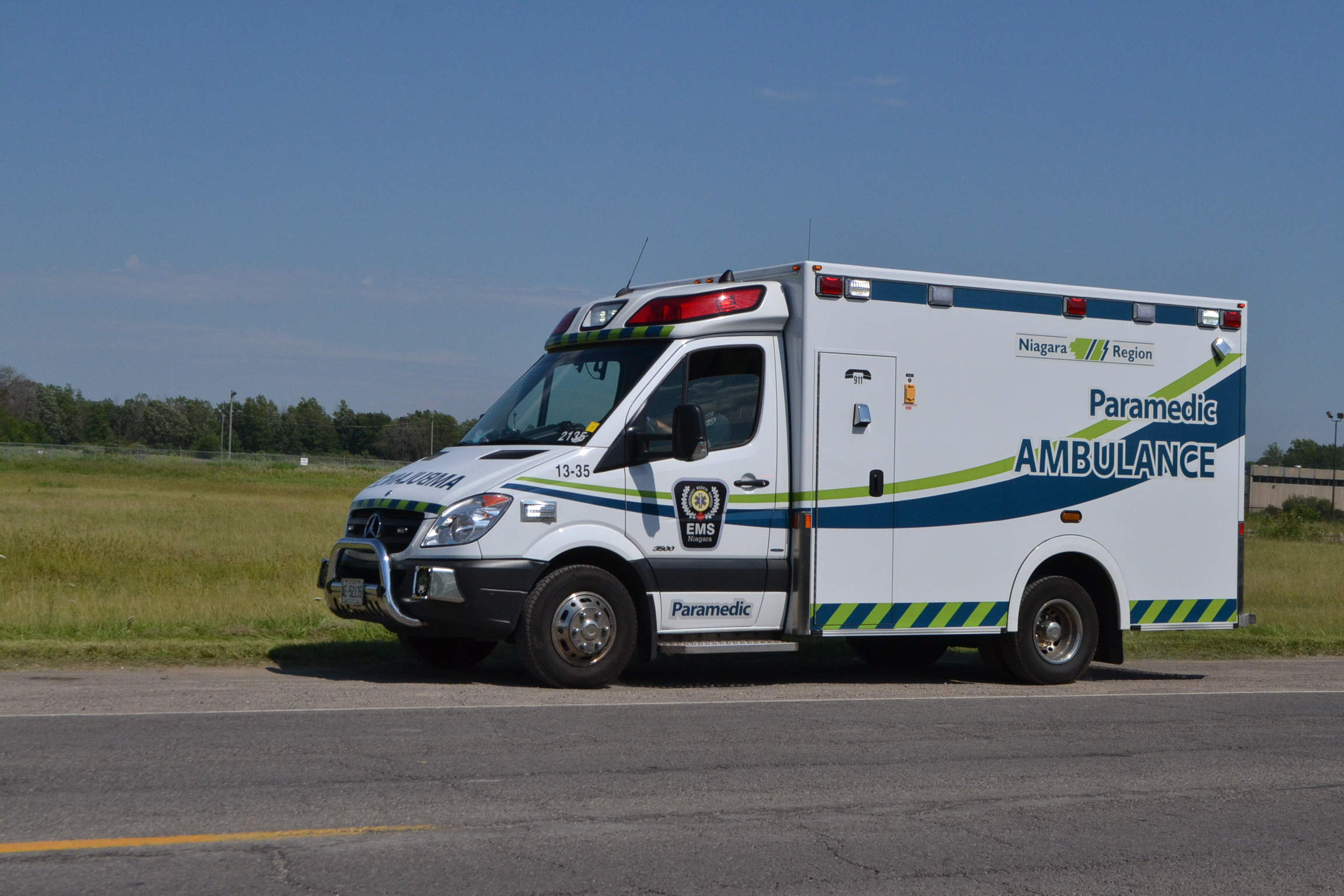
بسیاری از آمبولانس‌های مدرن در کانادا بر پایه شاسی مرسدس بنز اسپرینتر ساخته شده‌اند، مانند نمونه منطقه نیاگارا.

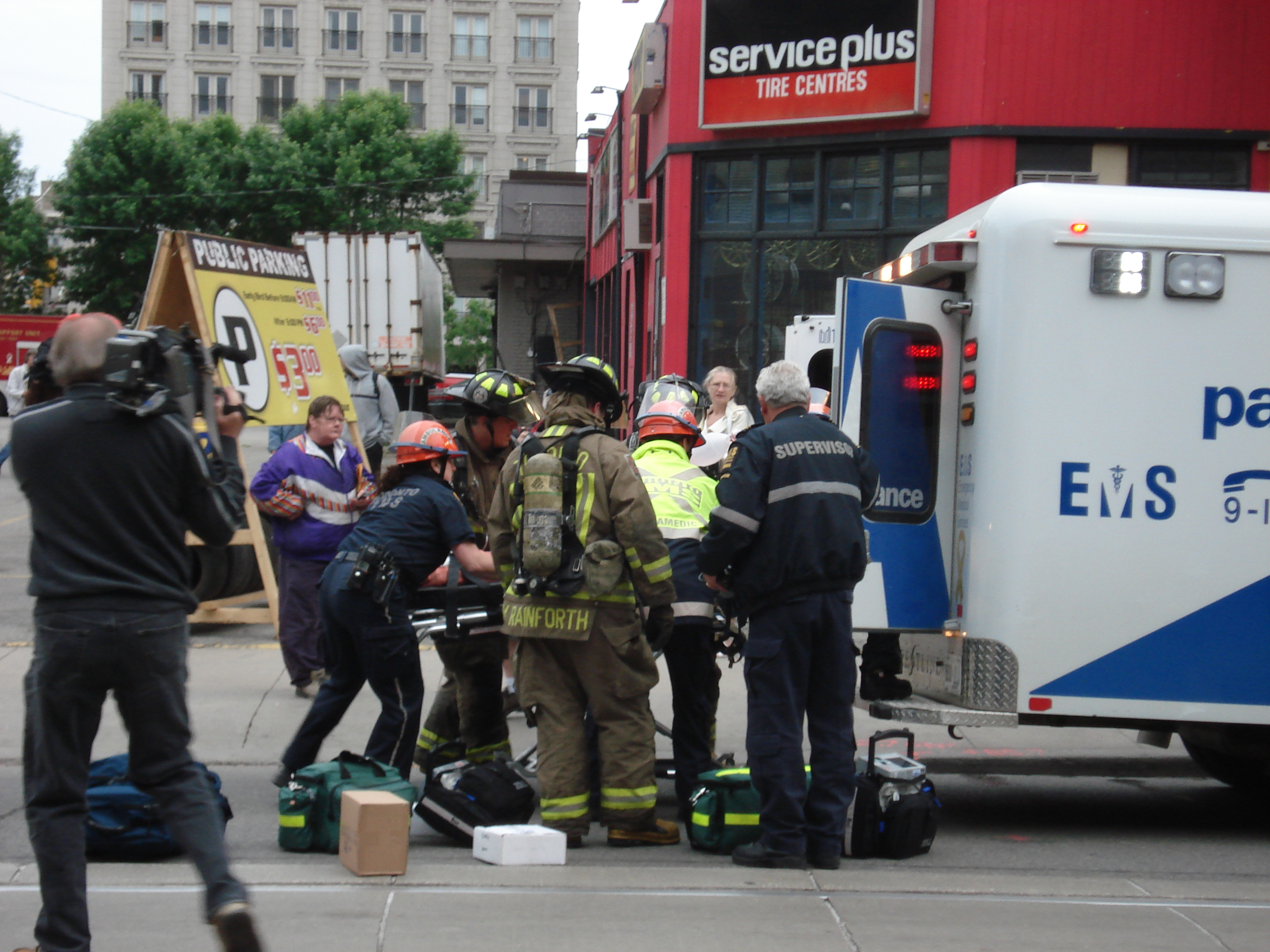
EMS تورنتو برای انتقال بیمار آماده می‌شود

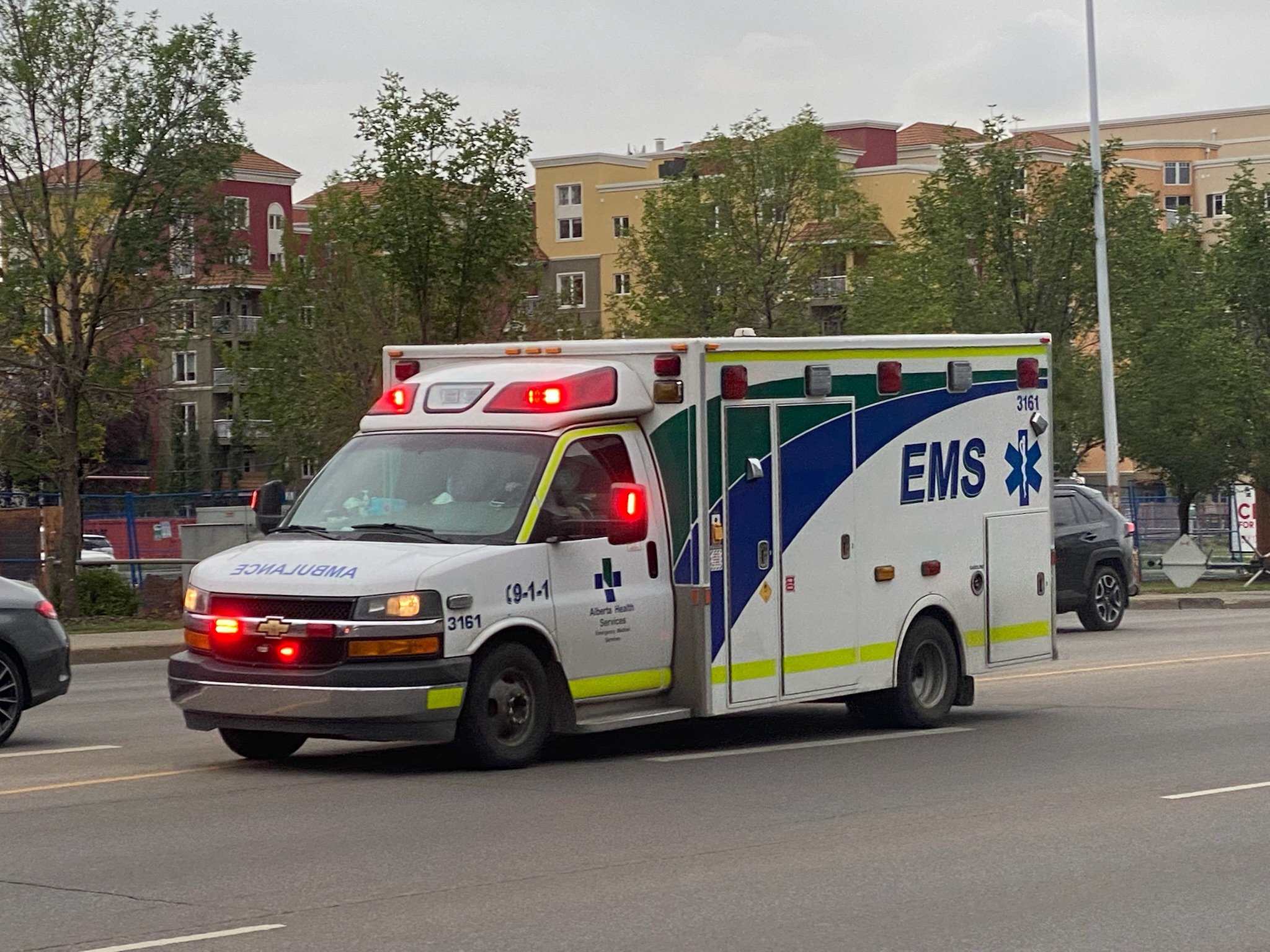
آلبرتا خدمات بهداشتی EMS با کامیونت ۳۱۶۱

خدمات فوریت‌های پزشکی در کانادا یک ساختار خدمات اورژانس پزشکی در کانادا است که توسط هر استان یا استان‌ها و قلمروهای کانادا ارائه می‌شود. خدمات، از جمله خدمات آمبولانس و پیراپزشکی، ممکن است مستقیماً توسط استان ارائه شود، یا با یک ارائه دهنده خصوصی قرارداد بسته شود، یا به دولت‌های محلی واگذار گردد، که ممکن است به نوبه خود ارائه خدمات را با ادارات شهرداری، بیمارستان‌ها یا ارائه دهندگان خصوصی فراهم نماید. به‌طور کلی رویکرد، و استانداردها، به‌طور قابل توجهی بین استان‌ها و مناطق متفاوت است.

## سازمان

### آمبولانس‌های ریلی
آمبولانس راه‌آهن وسیله نقلیه ای است که برای خدمات حمل و نقل پزشکی در خطوط راه‌آهن استفاده می‌شود. اولین آمبولانس ریلی در سال ۱۹۲۰ در جامعه معدن چیان زغال‌سنگ کیپ برتون در نوا اسکوشیا راه اندازی شد تا افراد مجروح را به نزدیک‌ترین بیمارستان منتقل کنند. این واگن اورژانسی بین معادن شماره ۳ و ۷ و معادن شهر سیدنی حرکت در حرکت بود نهایتا در سال ۱۹۲۲ بازنشسته شد.

### آمبولانس زمینی

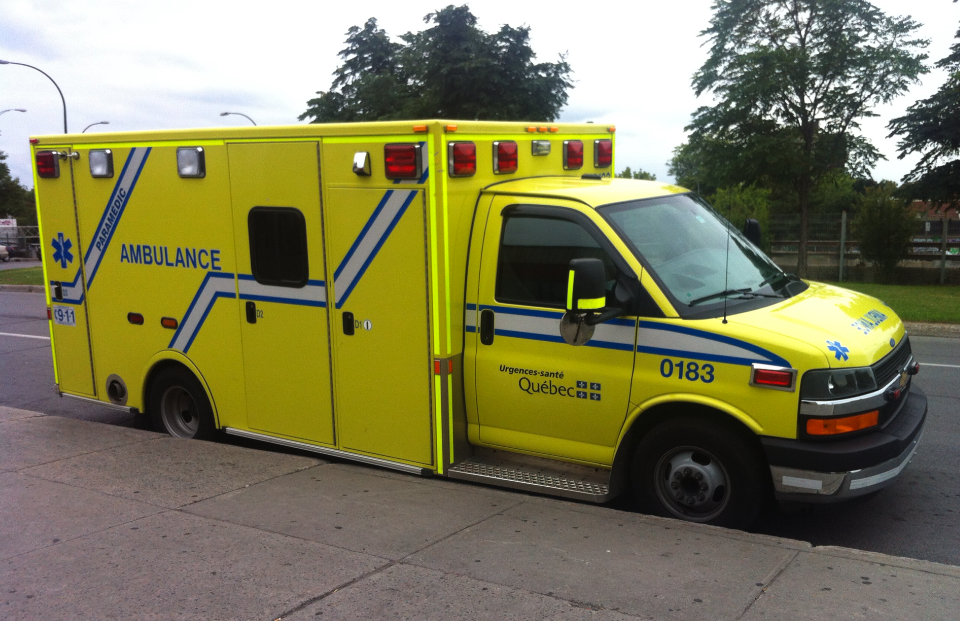
یک آمبولانس که توسط بهداشت - اورژانس- در مونترال، کبک اداره می‌شود

مسئولیت خدمات اورژانس پیش‌بیمارستانی (EMS)، به عنوان بخشی از مراقبت‌های بهداشتی به‌طور کلی، بر عهده هر استان و مناطق کانادا است. به استثنای بریتیش کلمبیا و آلبرتا که خدمات EMS را خود مستقیماً اجرا می‌کنند، روش مورد استفاده برای ارائه خدمات بین حوزه‌ها متفاوت است. به‌طور معمول، دولت استانی/منطقه ای قوانین توانمندسازی، استانداردهای فنی، اعتبار یا مجوز، و نظارت را برای اپراتورهای مختلف، از جمله شهرداری‌ها، بیمارستان‌ها، و شرکت‌های خصوصی، فراهم می‌کند. شهرداری‌ها یا بیمارستان‌ها نیز می‌توانند به نوبه خود، به‌عنوان شعبه‌ای از بخش یا شهرداری، دیگر خدمات هم راستا مانند آتش‌نشانی یا بخش بهداشت، خدمات EMS را به‌طور مستقیم ارائه دهند یا این مسئولیت را به یک شرکت خصوصی واگذار کنند. این رویکرد کلی برای ارائه خدمات بر اساس قوانین استان یا منطقه منفرد مجاز است، یا بر اساس آئین نامه شهرداری که مسئولیت خدمات EMS را پذیرفته‌است، کنترل می‌شود. همچنین دولت‌های استانی ممکن است، مانند استان‌های نیوبرانزویک، نوا اسکوشیا، و جزیره پرنس ادوارد، به‌طور مستقیم با یک شرکت خصوصی منفرد قرارداد ببندند، در این موارد مدیکال هلت سرویس (به انگلیسی: Medavie Health Services), برای ارائه خدمات در سطح استان قرار داد دارد.

### آمبولانس هوایی

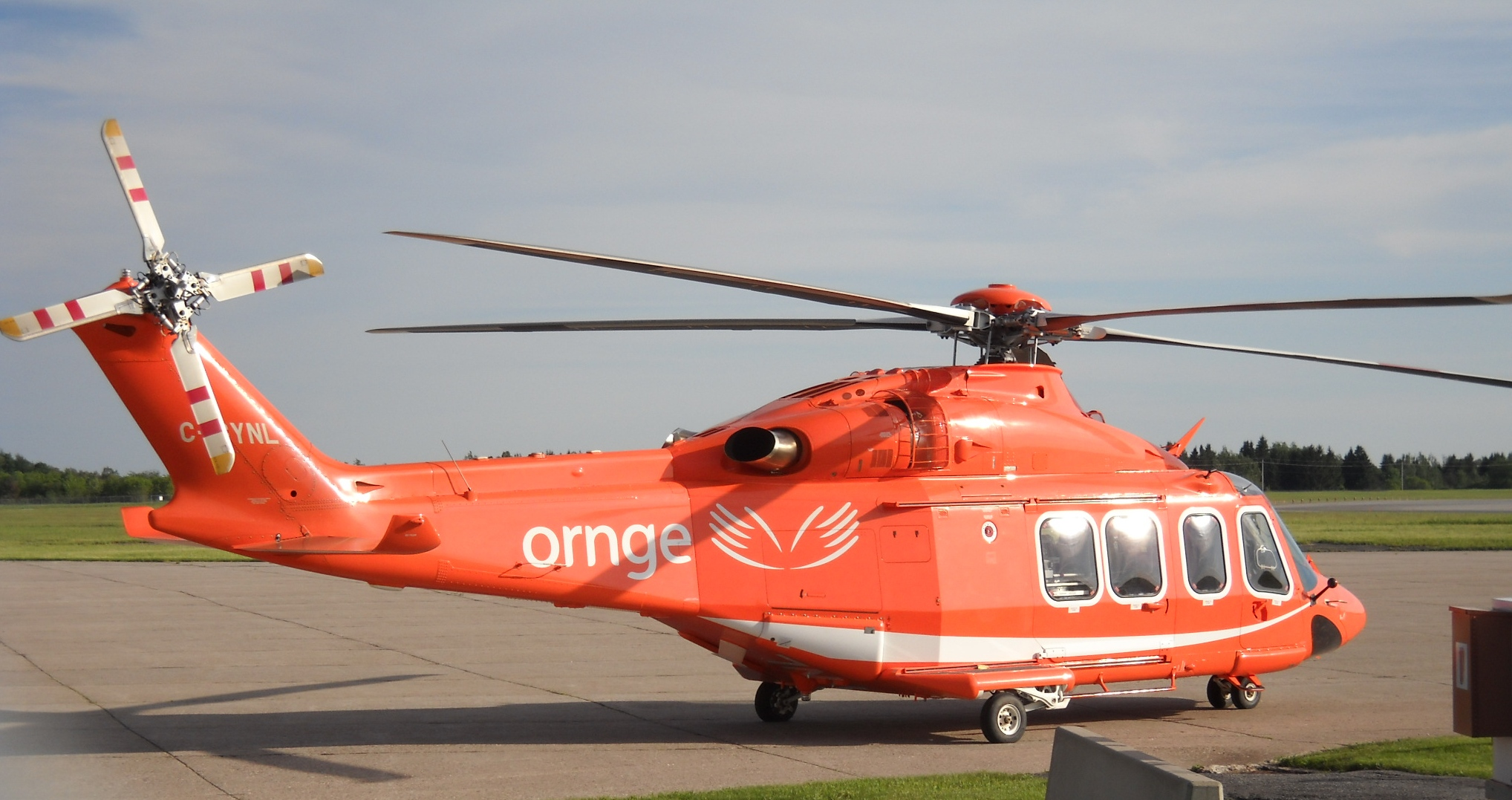
آمبولانس هوایی انتاریو که توسط اورنگ اداره می‌شود.

استان‌های کانادا نیز با خدمات آمبولانس هوایی خدمات رسانی می‌کنند. این ترتیبات ممکن است به اشکال مختلف باشد، از جمله ارائه خدمات مستقیم، قراردادهای بین شرکت‌های خصوصی و دولت استانی، یا ترتیبات «قرارداد فرعی» که در آن یک شرکت خصوصی رهبری ارائه خدمات را بر عهده می‌گیرد، شاید حتی برخی از هواپیماهای خود را راه‌اندازی کند. ارائه خدمات اعزام، اما قرارداد فرعی بسیاری از عملیات به خدمات چارتر هوایی کوچکتر. در برخی موارد، حمل و نقل بین بیمارستانی بیماران با دقت بالا ممکن است ترکیبی از منابع هوایی و زمینی باشد. کانادا کشور پهناوری است، و وسعت زیاد آن حکم می‌کند که در بسیاری از موارد خدمات آمبولانس هوایی مبتنی بر هلیکوپتر غیرعملی است زیرا مسافت مورد نیاز از برد پرواز هواپیما بیشتر است. به همین دلیل استفاده از هواپیماهای بال ثابت امری عادی است. در برخی حوزه‌های قضایی، همه تماس‌های آمبولانس هوایی اورژانسی نیستند، زیرا مسافت تا مراکز مراقبت عالی به این معنی است که برخی از بیماران با شرایط پزشکی با دقت پایین‌تر نیز پرواز می‌کنند.

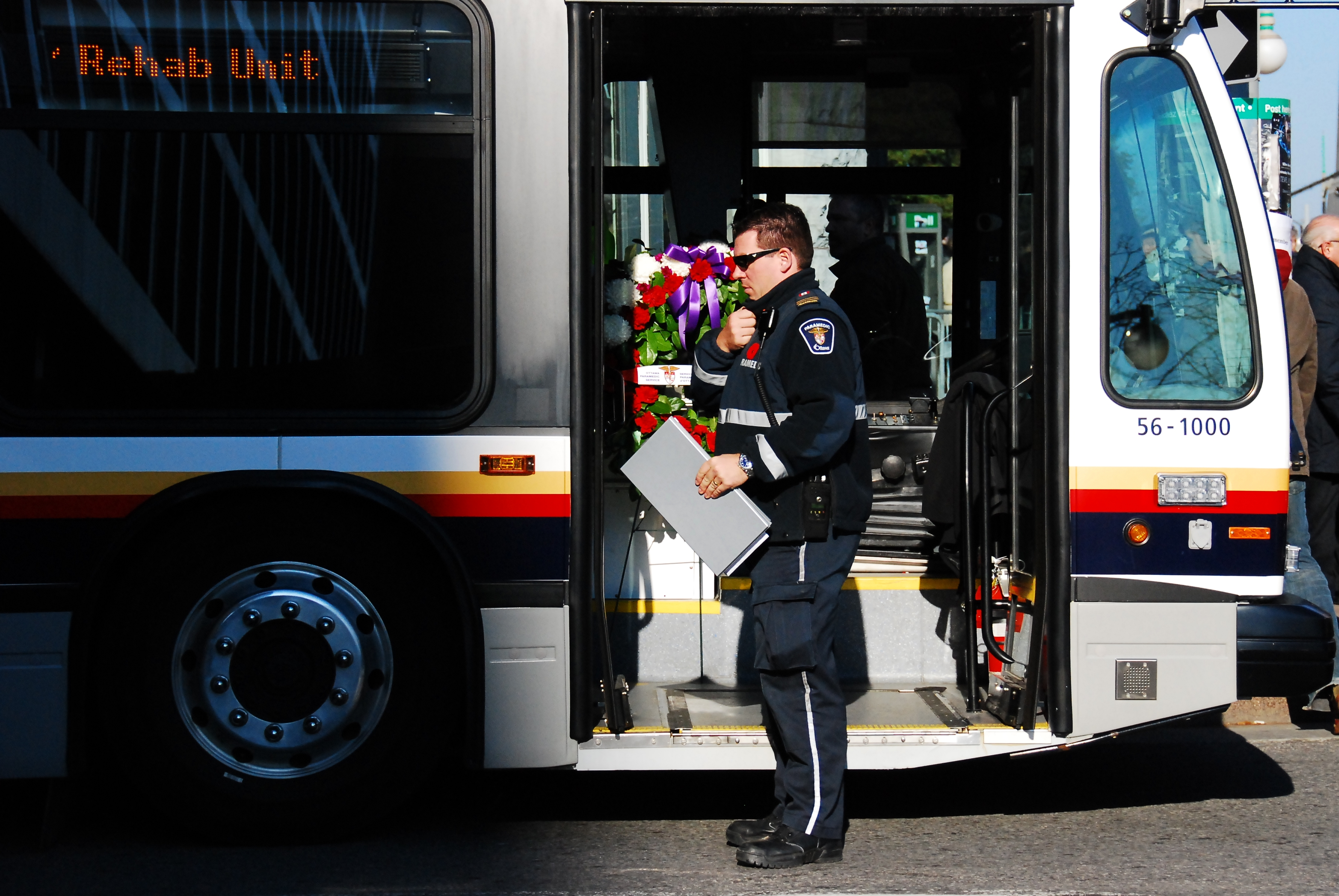
واحد توانبخشی اتاوا

استان‌ها و مناطق معمولاً از طریق قوانین و مقررات به شکل مستقل مشخصات و نوع وسایل نقلیه مورد استفاده در EMS را مشخص می‌کنند. این وسایل نقلیه شامل انواع آمبولانسها می‌شوند، اما ممکن است شامل وسایل نقلیه واکنش سریع (که گاهی «ماشین‌های پروازی» نامیده می‌شوند) و واحدهای پشتیبانی اضطراری تخصصی، مانند وسایل نقلیه تجهیزات و وسایل نقلیه حمل‌ونقل تلفات انبوه نیز باشند. هر استان یا قلمرو، و همچنین ارتش کانادا، آمبولانس‌های منحصر به فرد خود را دارند. استانها یا مناطق نیز ممکن است انواع تجهیزات از جمله تجهیزات پزشکی را در آن وسایل نقلیه مشخص کنند.
نوع آمبولانس در کانادا بر اساس الزامات استاندارد KKK-1822 دولت فدرال ایالات متحده است:
- آمبولانس‌های نوع I بر اساس شاسی کابین وانت‌های سبک کار می‌شوند.
- آمبولانس‌های نوع دوم بر پایه ون‌های مسافربری/باری مدرن ساخته شده‌اند.
- آمبولانس‌های نوع III بر پایه شاسی کابین وانت‌های سبک هستند.

آمبولانس‌های اتوبوسی و هوایی بر اساس این استانداردها نیستند. اتوبوس‌ها عمدتاً فقط برای انتقال سرپایی هستند و خدمات مراقبتی کمتر پیشرفته ای را ارائه می‌دهند.

### پرسنل و آموزش
استانها و مناطق مستقل نیز معمولاً سطوح اجباری مورد نیاز آموزش کارکنان را مشخص می‌کنند. بریتیش کلمبیا، آلبرتا، ساسکاچوان، نوا اسکوشیا، انتاریو، جزیره پرنس ادوارد، و یوکان توسط امدادگران با تحصیلات عالی با مهارت‌های پیشرفته خدمات رسانی می‌کنند.

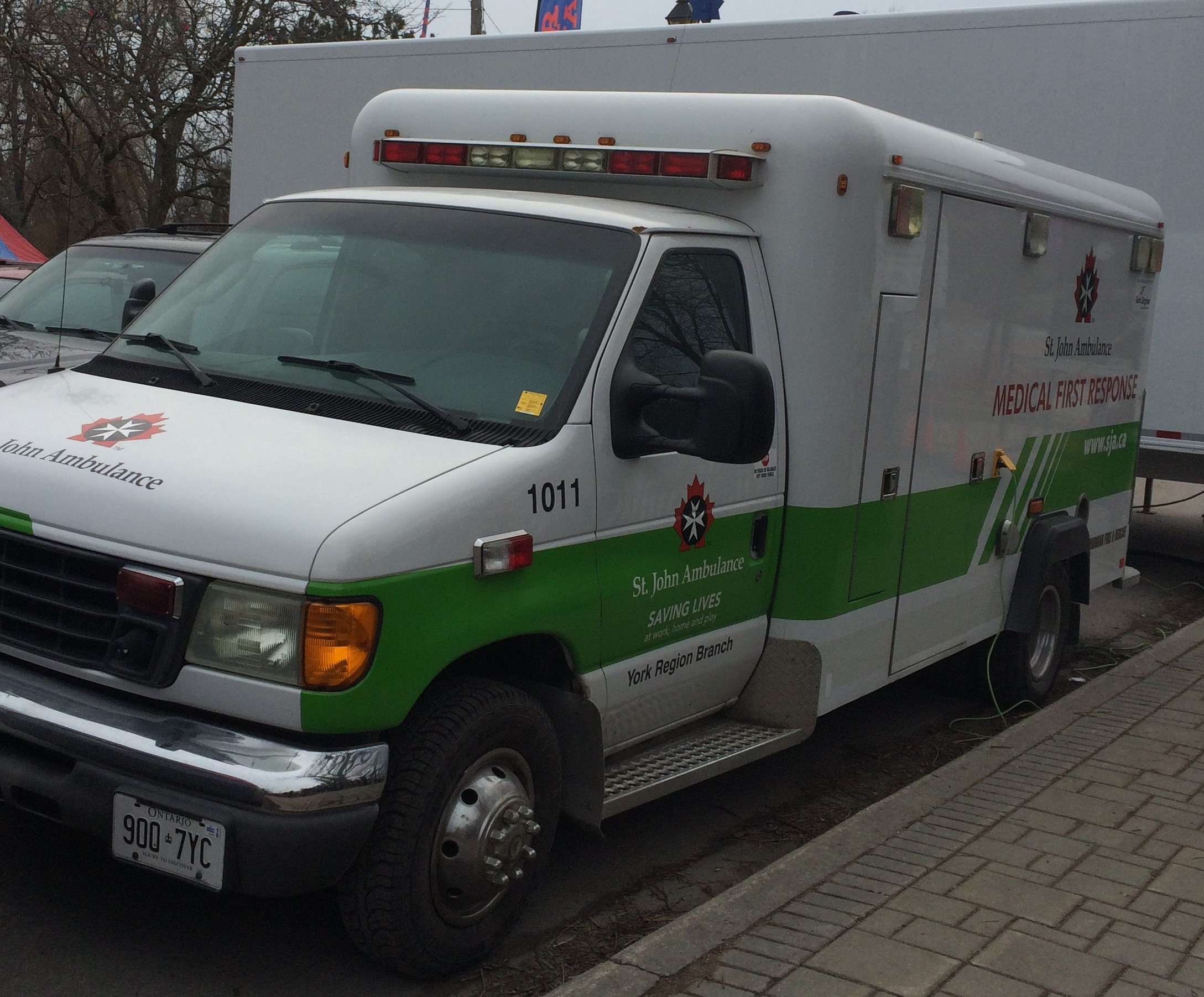
آمبولانس سنت جان، یک سرویس حمل و نقل خصوصی رایج در کانادا

## سایر عملیات خدمات پیش بیمارستانی در کانادا
خدمات EMS به صورت عمومی و بسیاری از آنها توسط وزارت بهداشت استان (بیشتر از دهه ۱۹۷۰) اداره می‌شود. در انتاریو خدمات در دهه ۱۹۹۰ به شهرداری‌های محلی واگذار شد.
- خدمات بهداشتی آلبرتا
- خدمات آمبولانس بریتیش کلمبیا
- لیست خدمات EMS در انتاریو
  - خدمات پیراپزشکی اتاوا
  - منطقه Waterloo EMS
  - خدمات پیراپزشکی تورنتو
  - منطقه یورک EMS
- Urgences-santé (منطقه مونترال)
- خدمات پزشکی اورژانس نیوبرانزویک (استان نیوبرانزویک)
- خدمات بهداشتی اضطراری (استان نوا اسکوشیا)
- جزیره EMS (استان جزیره پرنس ادوارد)